# Baumgartner (könyv)
A Baumgartner Paul Auster amerikai író 2023-ban megjelent regénye. Magyarul is 2023 novemberében, az amerikai megjelenéssel egy időben került a boltokba. A 21. Század Kiadónál jelent meg Pék Zoltán fordításában.
Csaknem tíz éve már, hogy S. D. Baumgartner, a sikeres író és egyetemi professzor elvesztette a feleségét. Életének negyven évét az Anna iránt érzett mély és tartós szerelem határozta meg, és most igyekszik megérteni végre a helyzetét és továbblépni az életben. Az Annáról, a saját gyerekkoráról és családjáról feltoluló emlékeket időnként elmélkedései szakítják meg szeretetről és fájdalomról.

## Tartalom
A regény központi alakja Baumgartner filozófiaprofesszor (2018-ban 71 éves); Seymour Baumgartner, szakmai nevén S. T. Baumgartner, becézve egyszerűen Sy, a Princetoni Egyetem tanára. A történet 2018 áprilisában kezdődik és 2020. január elejéig tart, – az elbeszélő végig pontosan jelzi a dátumokat. A könyv öt fejezetre tagolódik.
1. fejezet.
2018 kora tavaszán Baumgartner professzora épp egy Kierkegaard-ról szóló rövid esszén dolgozik, amikor két kisebb baleset éri: egy gázon felejtett kiégett edényt lekapva megégeti a kezét, majd leesik a lépcsőn, és megsérül a térde, hozzá még a memóriájával is gondjai vannak. Ráadásul értesítik, hogy a bejárónő férje szerencsétlenül levágta két ujját, ez a hír is megrázza.
Csaknem tíz éve özvegy, amióta imádott felesége és egyetlen szerelme, Anna Blume költő, műfordító a szeme láttára a tengerbe veszett. Azóta egyedül él a házban, és bár voltak viszonyai nőkkel, és az önsajnálat is távol áll tőle, ez az emlék állandóan vele van.
2. fejezet.
2018. június. Baumgartner már befejezte a Kierkegaard-dolgozatot. Csonkolt embernek, félembernek érzi magát Anna nélkül, akinek a hiánya – akár az ember elvesztett végtagjainak helye –, továbbra is fáj és emlékezésre készteti.
A halál utáni első hat hónapot szinte teljes zavarodottságban töltötte. Közben kezébe került Anna egy régi írása az első szerelméről, Frankie Boyle-ról, aki önkéntesnek állt a vietnámi háborúba, de még a kiképzés során egy véletlen robbanástól meghalt. A professzor azokban a hónapjaiban egyetlen értelmes tevékenységet talált magának: átnézte felesége negyven év alatt írt verseit, majd a kiválasztott 80-100 verset kiadatta önálló kötetben. 
Az azóta eltelt években továbbra is dolgozott, tanított az egyetemen, barátai, szeretői voltak, de szinte semmi nem változott benne Annával kapcsolatban, „mindvégig egyszerre ellökte magától és kapaszkodott belé.” 
„A megégett fazék és a lépcsőn leesés napján hasadt szét minden.” Akkor értette meg, hogy „két ellentétes és kölcsönösen pusztító lelkiállapotban” próbált élni. (52-53.) Éjjel a néhai felesége szobájában megcsörren a régóta kikapcsolt ósdi telefon, Anna beszél hozzá.
3. fejezet.
Hat nappal később Baumgartner úgy érzi, az álombeli telefonbeszélgetés felszabadított benne valamit. Elhatározza, hogy független életet fog élni, az egyetemen nyugdíjba megy, de a kapcsolatait nem szakítja meg. Elkezdi írni a már korábban tervezett könyvet, a címe A kerék misztériuma lesz. Mivel „kiszabadult Anna bűvöletéből”, végre teljesen beleadja magát a két éve tartó intim kapcsolatába Judith-tal, aki 54 éves és filmtudományt tanít az egyetemen.
Előveszi Anna utolsó önéletrajzi írását 2007-ből, melyet szerelme, Baumgartner (az írásban S., azaz Seymour) 1972-ben tett házassági ajánlatára emlékezve írt. Anna akkoriban egy kis kiadónál dolgozott, miután befejezte a főiskolát.
2018. augusztus, pár nap múlva Anna halálának 10. évfordulója. A 71 éves professzor házassági ajánlatot tesz, de Judith szabad akar maradni: „Én egy hosszú, brutális házasságból jövök egy olyan férfival, akit megutáltam…”; és kilenc hónappal később el is hagyja a várost, hogy Kaliforniába menjen tanítani. A férfi kéregető koldusnak érzi magát és megérti, hogy többé nem lehet nős az életben.
4. fejezet.
2019. szeptember. Baumgartner a háza kertjében ül és emlékezik. Ez a könyv leghosszabb fejezete, melyben kibomlik egy – anyai ágon Galíciából, apai ágon Lengyelországból, Varsóból – származó kispénzű amerikai-zsidó család története. 
Baumgartnerben felrémlik a Newarkben élő családjuk első látogatása Washingtonba. A gyerekkorára, az amerikai-zsidó (115.) kisfiúra gondol, a későbbi alkalmi munkáira és arra, hogy eltávolodott a húgától, Naomitól. Azután az apára, aki „polák Jakov”-ból „jenki Jacob” lett, amikor hatévesen a szüleivel és testvéreivel Amerikába érkezett. Az ingerlékeny, makacs apa „anarcho-pacifista és ateista militáns kifejezésekkel jellemezte magát” (116.) és egyetemre készült, de kénytelen volt átvenni apjától a newarki boltot, hogy eltartsa a családot, és „nem volt más, csupán egy boldogtalan álmodozó, fantomforradalmár…” (122.) A professzor anyja, Ruth másfél évesen elvesztette a Galíciából érkezett apját, Harry Austert, és annak öccse nevelte fel, mivel a saját anyja (Millie) magára hagyta. Azután varrónőként ismerkedett meg Jacobbal, és 1943-ban összeházasodtak. A férje (Bruckner apja) 1965-ös halála után eladta az üzletet, Naomival másik városba költözött és saját üzletet nyitott.
A professzornak hirtelen eszébe jut két évvel korábbi utazása egy ukrajnai írókongresszusra, Lvivbe. Onnan egy napra leutazott Ivano-Frankivszkba, apai nagyapja szülővárosába, hátha megtud valamit az egykori Auster családról az ottani rabbitól. Most felmegy a kertből a házba és Sztanyiszlav farkasai címmel gyorsan leírja visszaemlékezését. (A város neve a szovjet korszakban Sztanyiszlav volt. Ez a rész egyes szám első személyben íródott).
5. fejezet.
2019. november. Négy napja fejezte be könyve, A kerék misztériuma írását, amikor levelet kap egy Beatrix Coen (Bebe) nevű fiatal doktorandusztól, aki Anna Blume munkásságáról szeretné írni disszertációját, ehhez kér segítséget és hozzáférést a kiadatlan kéziratokhoz. Miután biztosítják, hogy a lány kiemelkedő tehetség és kellemes személyiség, Baumgartner lelkesen válaszol. Sűrű levél-, sms- és fényképváltás kezdődik, Bebe érkezését január elejére tervezik. 
Baumgartner lelkesen beleveti magát az új élménybe. Rendbe hozatja a házat, intézkedik könyve kiadásáról, újra átnézi Anna még ki nem adott verseit. Bebe a távolból is megérti, hogy a professzor „már a képzeletbeli lányának fogadta és halott felesége második eljövetelét látja benne”, és valóban: „Anna Blume és Beatrix Coen, az élete két könyvtámasza, mondja magában Baumgartner.” (181., 184.) Közben retteg, nehogy a lánynak a hosszú kocsiúton baja essen. Kevéssel az érkezése előtt szorongva autóba ül és ő maga szenved balesetet, komolyabbat, mint a regény elején. A könyv utolsó félmondata: „…megkezdődik S. T. Baumgartner hőseposzának utolsó fejezete.” 

## Hazai fogadtatása
A regénnyel foglalkozó recenziók utalnak rá, hogy a történet önéletrajzi elemeket is tartalmazhat. Az író, Paul Auster szintén lengyel és zsidó felmenőkkel rendelkezik. Akárcsak ő maga, a főhőse is 1947-ben Newarkben született, a regénybeli feleség családneve pedig szintén Auster.
Megemlítik az író magánéletének tragikus eseményeit is, melyek hozzájárulhattak karaktere belső fájdalmának érzékletes leírásához. Ismert tény az is, hogy 2022 végén Paul Austernél rákot diagnosztizáltak, épp, amikor befejezte ezt a regényét. A kezelés ellenére az író 2024 tavaszán elhunyt.
A hazai recenziókból:
- Paul Auster regényében egy özvegy férfi küzd a gyásszal és a magánnyal. „Megégeti a tenyerét, és a térde is majdnem eltörik. A fizikai fájdalom eme két jelképes pillanatával kezdődik a gyógyulás és az emlékezés története.”[3]
- Az írónak ebben a művében nincsenek váratlan fordulatok, mint sok más Auster-regényben, itt a fókusz inkább az emberi, önismereti kérdéseken van. Olyan kérdéseken például, hogy hatvan felett újra tudja-e valaki kezdeni az életét.[4]
- A regény egyszerre szól emlékezésről és gyászmunkáról, „az emlékezés töredezettségmentesítésének kérdését és lehetőségét veszi górcső alá.”[5]
- Számvetésszerű, lírai regény, az emberi kapcsolatok, a magány és a gyász megkapó ábrázolása, amit kiegészít a rokonszenves önirónia.[6]